# Pompeia Paulina

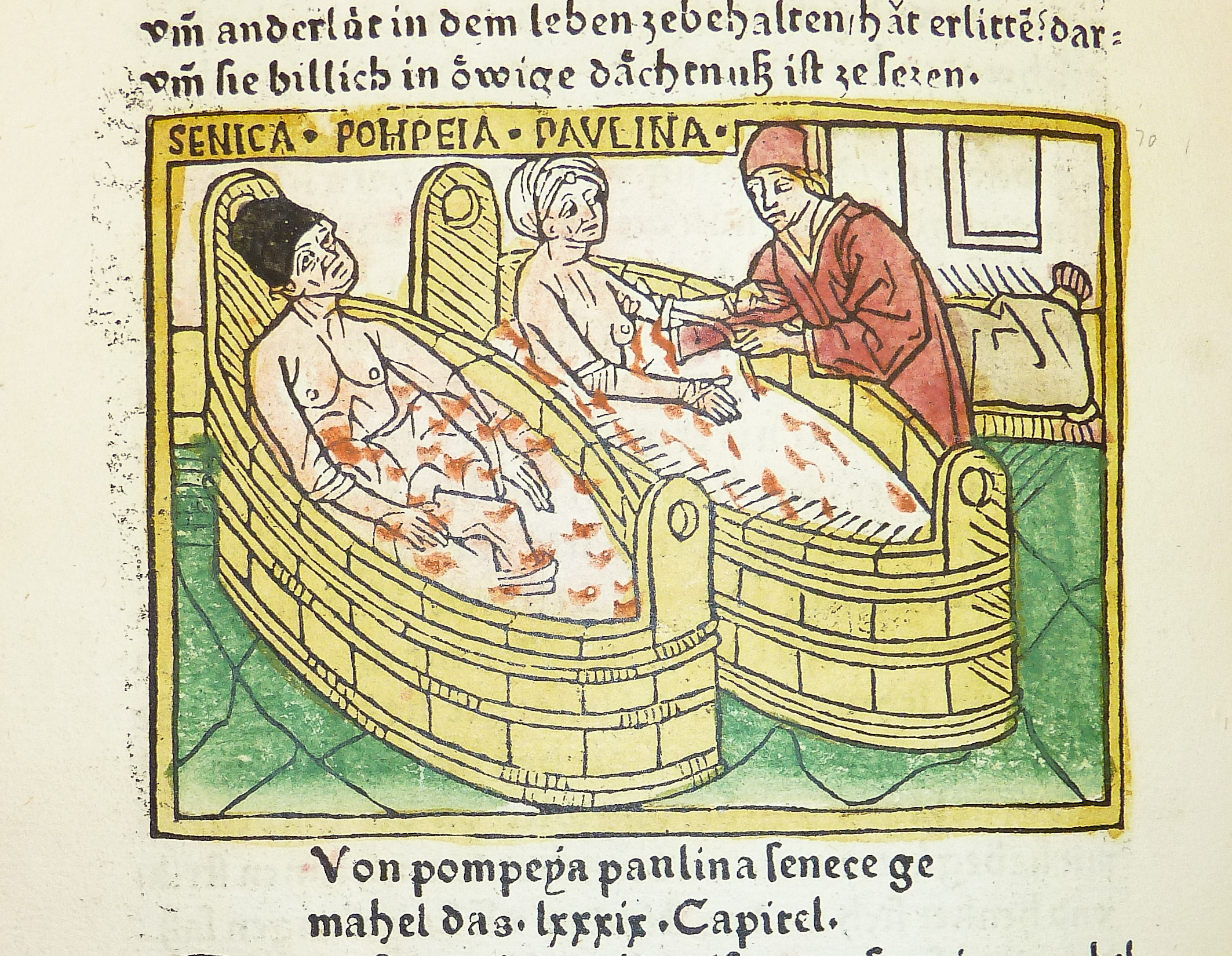
De mulieribus claris, 1473, fol. [o]4v

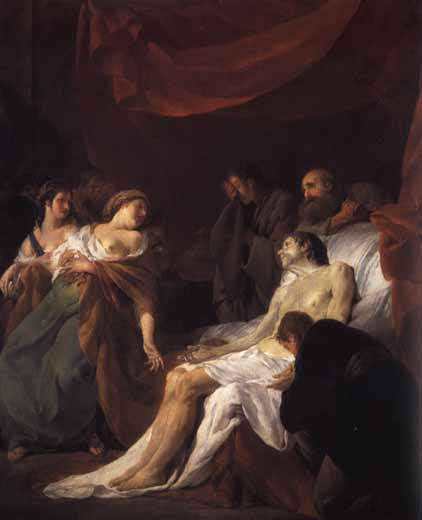
Paulina und Seneca in Noël Hallés La Mort de Sénèque (1750)

Pompeia Paulina († einige Jahre nach 65 n. Chr.) war die zweite Gemahlin des römischen Staatsmanns und Philosophen Seneca.

## Leben
Pompeia Paulina war die Tochter des aus Arelate stammenden römischen Ritters Pompeius Paulinus und Schwester des Aulus Pompeius Paulinus, der kurz vor 54 n. Chr. das Suffektkonsulat bekleidete.
Seneca war vor seinem Exil verheiratet gewesen, die Identität seiner ersten Frau ist nicht überliefert. Sie war entweder gestorben, möglicherweise während seiner Verbannung auf Korsika, oder die Ehe war geschieden worden. Nachdem Seneca aus der Verbannung zurückgekehrt war, nahm er in zweiter Ehe die vermutlich erheblich jüngere Pompeia Paulina zur Frau. Trotz seiner anscheinend innigen Verbundenheit bekam das Paar keine Kinder.
Weil Seneca angeblich ein Mitwisser der gescheiterten Pisonischen Verschwörung gewesen war, erhielt er im April 65 n. Chr. von Kaiser Nero den Befehl übermittelt, dass er Selbstmord verüben müsse. Seneca nahm diese Botschaft gelassen auf, umarmte seine Gattin und beschwor sie, seinen Tod mit Festigkeit zu ertragen. Nero hatte zwar nur den Suizid des Philosophen angeordnet; dennoch wollte Pompeia Paulina sich gemeinsam mit ihrem Gatten das Leben nehmen. Diesem Vorhaben stimmte Seneca zu und so schnitten sich beide die Pulsadern auf. Da Seneca jedoch nur langsam verblutete, ließ er seine Gemahlin in einen anderen Raum bringen. Nero, der sofort über Pompeia Paulinas Selbstmordabsichten informiert worden war, wünschte keine zu schlechte Nachrede wegen unnötiger Grausamkeit und befahl daher zu verhindern, dass sie ebenfalls verblutete. Seine Soldaten wiesen die Dienerschaft an, die Adern der wohl schon bewusstlosen Frau zu verbinden. So wurde ihr Leben gerettet. Laut Tacitus gab es aber das Gerede, dass Pompeia Paulina gar keine ernsthaften Suizidabsichten gehegt habe. Dies scheint ein unwahres Gerücht gewesen zu sein, da sie offenbar einen so starken Blutverlust erlitten hatte, dass sie seither kränklich war und eine unnatürliche Blässe zeigte. Fortan kümmerte sie sich vor allem um das Gedenken an ihren verstorbenen Gemahl und überlebte ihn um nur wenige Jahre.
Giovanni Boccaccio widmete Pompeia Paulina eine Vita als 94. von 106 berühmten Frauen in seinem Werk De mulieribus claris (1356–64).